# Columbia River-Revelstoke (circonscription britanno-colombienne)
Pour les articles homonymes, voir Columbia et Revelstoke.
Circonscription électorale provinciale du Canada
Columbia River-Revelstoke est une circonscription provinciale de la Colombie-Britannique représentée à l'Assemblée législative de la Colombie-Britannique depuis 1991.

## Géographie
En 2020, la circonscription représente la partie est du district régional de Columbia-Shuswap et la partie nord du district régional d'East Kootenay. Elle inclut les municipalités de Kimberley, Revelstoke, Golden, Invermere, Canal Flats et Radium Hot Springs, ainsi que les communautés de Mica Creek (en), Field, Spillimacheen (en), Brisco (en), Edgewater (en), Windermere (en), Fairmont Hot Springs et Wasa.

## Liste des députés
| Législature                                                                             | Années                                                                                  | Député                                                                                  | Député                                                                                  | Parti                                                                                   |
| Columbia River-Revelstoke Circonscription issue de Columbia River et Shuswap-Revelstoke | Columbia River-Revelstoke Circonscription issue de Columbia River et Shuswap-Revelstoke | Columbia River-Revelstoke Circonscription issue de Columbia River et Shuswap-Revelstoke | Columbia River-Revelstoke Circonscription issue de Columbia River et Shuswap-Revelstoke | Columbia River-Revelstoke Circonscription issue de Columbia River et Shuswap-Revelstoke |
| --------------------------------------------------------------------------------------- | --------------------------------------------------------------------------------------- | --------------------------------------------------------------------------------------- | --------------------------------------------------------------------------------------- | --------------------------------------------------------------------------------------- |
| 35e                                                                                     | 1991–1996                                                                               |                                                                                         | Jim Doyle                                                                               | Néo-démocrate                                                                           |
| 36e                                                                                     | 1996–2001                                                                               |                                                                                         | Jim Doyle                                                                               | Néo-démocrate                                                                           |
| 37e                                                                                     | 2001–2005                                                                               |                                                                                         | Wendy McMahon                                                                           | Libérale                                                                                |
| 38e                                                                                     | 2005–2009                                                                               |                                                                                         | Norm Macdonald                                                                          | Néo-démocrate                                                                           |
| 39e                                                                                     | 2009–2013                                                                               |                                                                                         | Norm Macdonald                                                                          | Néo-démocrate                                                                           |
| 40e                                                                                     | 2013–2017                                                                               |                                                                                         | Norm Macdonald                                                                          | Néo-démocrate                                                                           |
| 41e                                                                                     | 2017–2020                                                                               |                                                                                         | Doug Clovechok                                                                          | Libéral                                                                                 |
| 42e                                                                                     | 2020–2024                                                                               |                                                                                         | Doug Clovechok                                                                          | Libéral                                                                                 |
| 43e                                                                                     | 2024–en cours                                                                           |                                                                                         | Scott McInnis (en)                                                                      | Conservateur                                                                            |